# HGK (kit guia)
O kit de orientação da HGK (HGK, em turco:  Hassas Güdüm Kiti / Precision Guidance Kit Guia de precisão), desenvolvido pela TÜBİTAK-SAGE, é um kit de orientação GPS/INS que converte bombas de emprego geral de 227 kg (500 libras)  (Mark 82) a 907 kg (2000-lb) (Mark 84) em armas inteligentes. Permite ataque de precisão em todas as condições meteorológicas com longo alcance a uma dispersão de 6 metros (20 pé).